# Krchleby u Nymburka
Krchleby (deutsch Skrchleb, auch Kirchleb) ist eine Gemeinde in Tschechien. Sie liegt sechs Kilometer nördlich von Nymburk und gehört zum Okres Nymburk.

## Geographie
Krchleby befindet sich am Oberlauf des Baches Klobuš auf der Böhmischen Tafel. Westlich erhebt sich der Hügel Strejcov (Skrchleb, 209 m).
Durch das Dorf führt die Staatsstraße 38 von Nymburk nach Mladá Boleslav. Beiderseits des Ortes verlaufen die Eisenbahnstrecken von Nymburk nach Mladá Boleslav bzw. Jičín. Auf freiem Feld liegen, jeweils in zwei Kilometern Entfernung vom Dorf, im Westen die Bahnstationen "Straky" und im Osten "Jíkev".
Nachbarorte sind Patřín im Norden, Jíkev und Hrubý Jeseník im Nordosten, Oskořínek im Osten, Chleby und Bobnice im Südosten, Obora und Všechlapy im Süden, Dvory und Čilec im Südwesten, Straky im Westen sowie Všejany, Zavadilka und Jizbice im Nordwesten.

## Geschichte
Die erste schriftliche Erwähnung des Dorfes erfolgte im Jahre 1323. Seit 1345 war der Ort zur Kirche St. Ägidius in Veleliby gepfarrt. Die Bewohner des Ortes lebten von der Landwirtschaft.
Nach der Aufhebung der Patrimonialherrschaften bildete Skrchleby ab 1850 eine politische Gemeinde im Bezirk Poděbrady. 1885 entstand die Freiwillige Feuerwehr. 1934 kam die Gemeinde zum Okres Nymburk. Krchleby besteht heute aus 295 Einfamilienhäusern.

## Gemeindegliederung
Für die Gemeinde Krchleby sind keine Ortsteile ausgewiesen.

## Sehenswürdigkeiten
- Kapelle